# 加沙聖家堂槍擊案
2023年12月16日，巴勒斯坦基督教徒納赫達·哈利勒·安東和她的女兒薩姆·卡邁勒·安東於以色列—哈馬斯戰爭期間在加沙聖家堂內行走時被槍殺。《梵蒂岡新聞》證實這一消息，報道稱女兒薩姆在試圖營救被狙擊手射殺的年邁母親納赫達時也一同被擊斃。兩人在教堂的家人試圖接近這對母女，但遭到槍擊並受傷。哈馬斯和天主教耶路撒冷宗主教區表示，是以色列狙擊手殺害這些婦女。

## 背景
加沙的基督教社區約有1000名教徒，其中大多數信奉希臘正教會。而加沙天主教徒只有大約100名，其社區緊密聯繫。加沙聖家堂是加沙地帶唯一的天主教教堂，在槍擊案發生前，以色列國防軍坦克發射的一枚火箭擊中特蕾莎修女修道院，導致發電機被摧毀，而且引發大火，令房屋無法居住。當時有多名加沙居民在教堂尋求庇護，而修道院收容54名殘疾人士。
納赫達·安東是一個大家庭的母親，是聖安妮婦女聯合會的活躍成員，而她的女兒薩姆·安東是特蕾莎修女修道院的廚師。

## 事件
2023年12月16日中午時份，在加沙聖家堂尋求庇護的巴勒斯坦基督教徒納赫達·安東和薩姆·安東一起穿越教堂庭園使用特蕾莎修女女修道院內唯一的洗手間。在她們到達庭園的幾秒鐘內，納赫達·安東遭到槍擊，當薩姆·安東試圖轉移納赫達的遺體時，薩姆也同遭槍擊。兩人當場被擊斃。
天主教耶路撒冷宗主教區表示，另外7人在試圖保護教堂內的其他人時被槍傷。

## 後續
由於發生槍擊事件，在教堂尋找庇護者不敢步出教堂去洗手間，而教堂的供水被切斷，食物也很稀缺，受困者只能靠煮意大利麵維生。英國國會議員萊拉·莫蘭其親屬是巴勒斯坦基督教徒，正在加沙聖家堂尋求庇護。莫蘭引用親屬的消息指，以色列國防軍士兵進入教堂大院，並佔領了一棟建築的房間。
根據莫蘭親屬提供給BBC的照片，兩具遇難者遺體仍躺在教堂大樓外的街道上，未有任何處理。

## 反應
天主教耶路撒冷宗主教區譴責以色列士兵「沒有發出警告，也沒有發出通知」，並在教區內「冷血槍殺」尋求庇護者。
英國最資深的天主教人物、西敏總主教雲先·尼科爾斯樞機表達他的恐懼：「他們在教區內被冷血槍殺，那裏根本沒人在交戰。」他補充說：「最令我困惑的是，這對促進以色列自衛的權利沒有任何幫助。」教宗方濟各譴責這次襲擊並表示：「有些人會說『這是戰爭。這是恐怖主義。』對啊，這就是戰爭。這就是恐怖主義。」
意大利外交部長安東尼奧·塔亞尼批評以色列軍隊涉嫌在教堂內開槍殺人，稱此舉無助在戰爭中擊敗哈馬斯。
哈馬斯在聲明中提到了兩名天主教婦女的死亡，譴責以色列國防軍針對「手無寸鐵的平民」，稱其「不區分老人或年輕人、傷者或病人、穆斯林或基督徒」。
以色列國防軍和以色列總理本傑明·內塔尼亞胡否認對此次襲擊負責，聲稱根據以色列國防軍的調查，他們在槍擊當天並不在該地區。耶路撒冷副市長弗勒爾·哈桑-納胡姆在接受倫敦廣播公司採訪時被問及關於教堂外有狙擊手的報道時說：「我今天早上看到了這些報道。教堂？加沙沒有教堂。」她補充說：「是的，不幸的是沒有基督徒，因為他們被哈馬斯趕走了。」